# Une partie de cartes
 (juillet 2025).
Ne doit pas être confondu avec Partie d'écarté.
Pour plus de détails, voir Fiche technique et Distribution.
Une partie de cartes est un film français de Georges Méliès, sorti en 1896. D'une durée d'une minute, c'est son premier film. 

## Synopsis
Dans un jardin, deux hommes jouent aux cartes autour d'une table, devant un troisième, au centre, qui hèle une jeune commis à qui il commande à boire. Puis il se saisit d'un journal, qu'il parcourt rapidement. La serveuse arrive, avec une bouteille et trois verres, et commence à servir. L'homme qui a passé la commande interrompt son geste et remplit les deux autres verres sous l'œil amusé de la serveuse. Tout le monde trinque, tandis que la serveuse repart avec la bouteille vide. Les deux joueurs et le lecteur de journal vident leur verre en deux gorgées, avant que la serveuse ne revienne avec un plateau et débarrasse les verres. Le journal tombe par terre, la serveuse le ramasse, le lecteur se remet à sa lecture. Un chien regarde la scène puis disparaît. Le lecteur, amusé par un article du journal, attire l'attention de ses acolytes. Tout le monde s'esclaffe, y compris la serveuse. 

## Fiche technique
- Titre : Une partie de cartes
- Réalisation : Georges Méliès
- Production : Georges Méliès
- Pays de production :  France
- Format : 35 mm à perforations Edison - 20 images / s - noir et blanc - muet
- Durée : 67 secondes
- Date de sortie : 1896

## Distribution

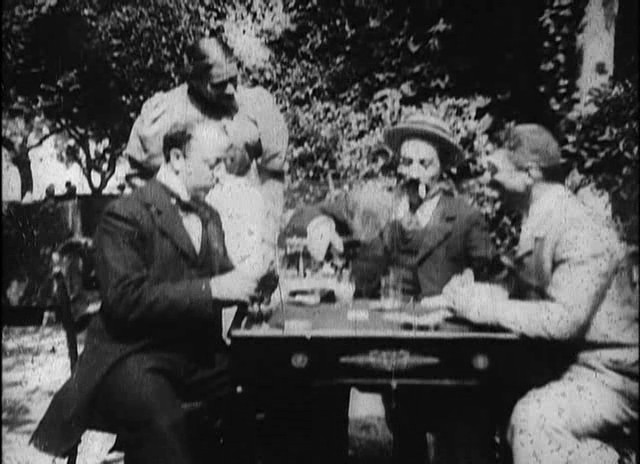
Photogramme tiré d'Une partie de cartes. Georges Méliès est également acteur (deuxième personnage à partir de la droite). Son frère Gaston est à droite.

- Georgette Méliès (fille du réalisateur, 1888-1930) : la commis
- Octavie Huvier : la serveuse
- Georges Méliès : le lecteur
- Gaston Méliès (frère du réalisateur, 1852-1915) : le joueur de droite

## Analyse
Une partie de cartes, le premier film de Georges Méliès, est une parodie du film de Louis Lumière, paru la même année sous un titre similaire (Partie d'écarté) : on retrouve la même scénographie, la même action de départ et les mêmes personnages (avec toutefois une différence notable car c'est une serveuse au lieu d'un serveur). Les bouffées de fumée de cigarette sont exagérées, ainsi que l'hilarité générale. Le propos est ici plus large : le film évolue d'une scène de genre à une narration, en passant d'un trio de gais amis à l'histoire d'un ami qui raconte une nouvelle tirée d'un journal.
Une partie de cartes est parfois qualifié de premier remake du cinéma. En 1897, Leopoldo Fregoli est le réalisateur d'un second remake colorisé, sorti sous le même titre.